# بطل

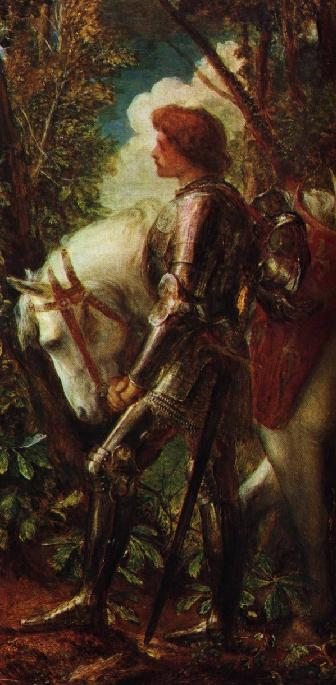
جالاهاد، بطلًا من أسطورة الملك آرثر، والتفاصيل من لوحة للرسام جورج فريدريك واتس.

البطل (بالإنجليزية: Hero)‏ هي مفرد لكلمة أبطال أو الأبطال، هو كائن استثنائي يختلف عن البشر عامة بصفاته أو بأعماله. وهو التعبير المثالي عن حلم الإنسان بالتفوق على القدرات المحدودة للجنس البشري. أما على مستوى الجماعة، فإن البطل يُجسد منظومة من القيم تسعى جماعة ما لتثبيتها وتعزيزها، ولذلك حظى بمكانة كبيرة في الممارسات الاجتماعية والدينية في كل الحضارات. وقد أعطته طقوس الاحترام تفردًا وجعلت منه قيمة مثلى ونموذجًا يحتذى به مثل جالاهاد. وفي الاستخدام الشائع رمزا للإنجاز المتفوق في أي مجال. والذي يحقق نتيجة رياضية أولى يقال عنه بطلا لهذا الرياضة، اما القائد المنتصر في المعركة فيقال عنه بطلها، ومن البطل تأتي البطولة التي يحقق فيها الأبطال فقط النتائج المذهلة المتفردة.

## البطل في الرواية
بطل الرواية هو بطل مختلف، ومع أنه الشخصية الأولى في أحداث الرواية إلا أنه ليس شرطا أن يكون ناجحا أو متفوقا، قد يكون فاشلا أو مهزوما ولكن الكاتب أو المؤلف كان يجعل منه شخصية رئيسية

## البطل في الحياة والتاريخ
البطل في الحياة العادية «الواقعية» هو رجل لديه شجاعة استثنائية ونبل أخلاق أو قوة من طراز مختلف وحين يحارب من أجل أي قضية فإنه يجعلها قضية ذات أبعاد حقيقية ويجعل الناس يؤمنون برأيه ويسيرون على نهجه وطريقته.
وفي الميثولوجيا الكلاسيكية يجري الاحتفال بالقوة الكبيرة والشجاعة والجرأة التي يمنحها الله للبطل فتولد معه لتكوين معان أخرى للحياة التي ينشأ فيها، وكذلك في الأساطير اليونانية نجد أن كاهنة أفروديت هي البطلة فقد قتلت نفسها بعد أن غرق صديقها ليندر وهو يحاول السباحة لرؤيتها، في الميثولوجيا والأساطير هناك اعتقاد أن البطل الذي يمنح هذه القوة هو آلهة أيضا أو من نسل الآلهة التي تستحق التبجيل مثل (هرقل وأخيل) وقد استخدم السياسيون بطلا ل تأليه (أي عبادة الشخصية)، والتي لعبت دورا هاما في الأديان اليونانية القديمة. هناك أيضا أسماء مختلفة للبطل فهو المدافع، الوصي، الحامي، الزعيم، المقاتل.